# Charlotte Slente

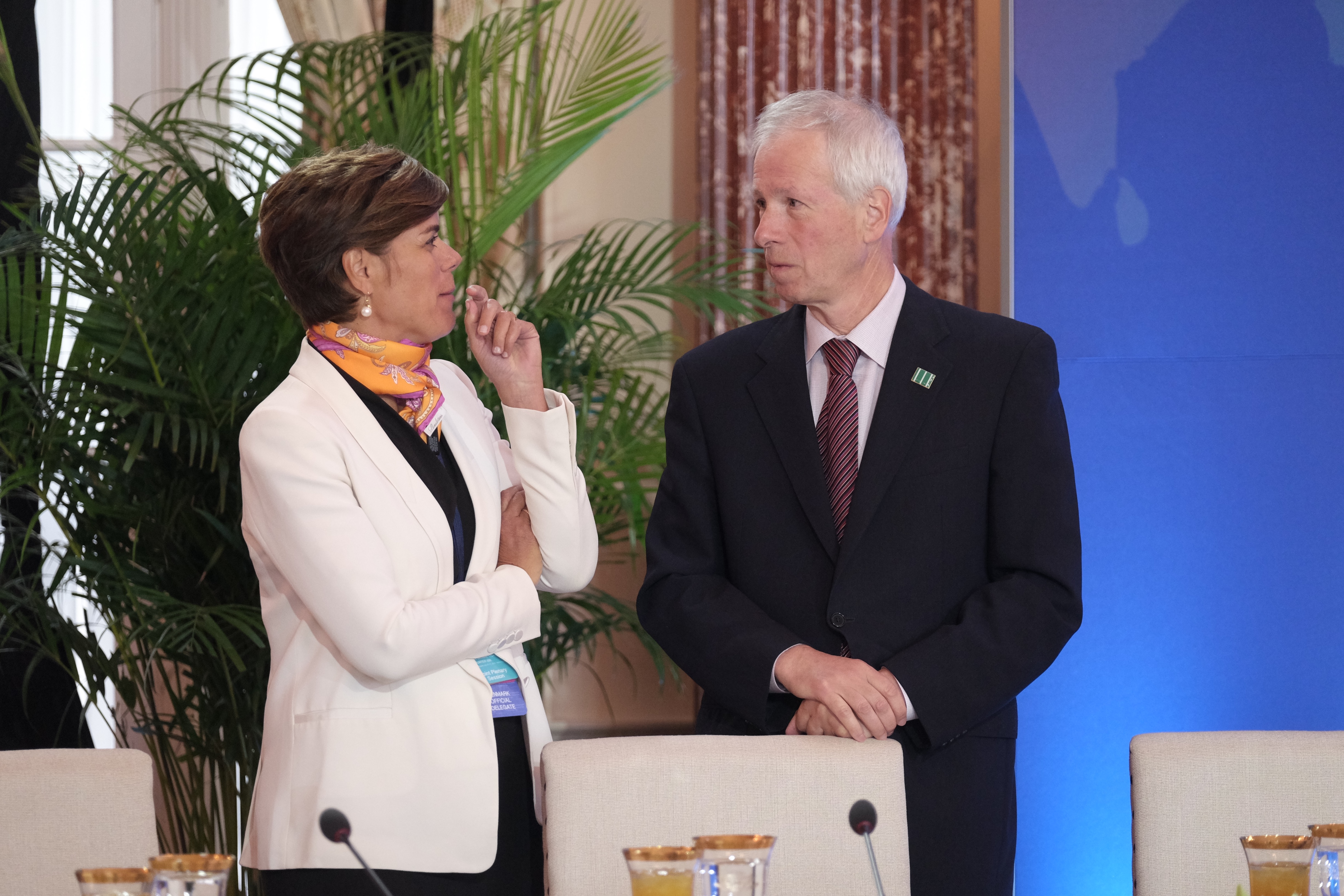
Charlotte Slente amb el Ministre d'Afers Exteriors de Canadà Stephane Dion el 2016

Charlotte Slente (4 de juliol de 1966) és una diplomàtica danesa. Ambaixadora de Dinamarca a Bolívia, Perú i l'Equador entre 2007 i 2009 i posteriorment a Israel a partir de 2017, és actualment secretària general de l'ONG humanitària danesa, el Consell Danès per als Refugiats (en danès: Dansk Flygtningehjælp i en anglès: Danish Refugee Council). S'ha posicionat clarament en contra de la deportació dels refugiats sirians cap al seu país d'origen que el govern danès pretén dur a terme durant el 2021.